# Bartók Béla út

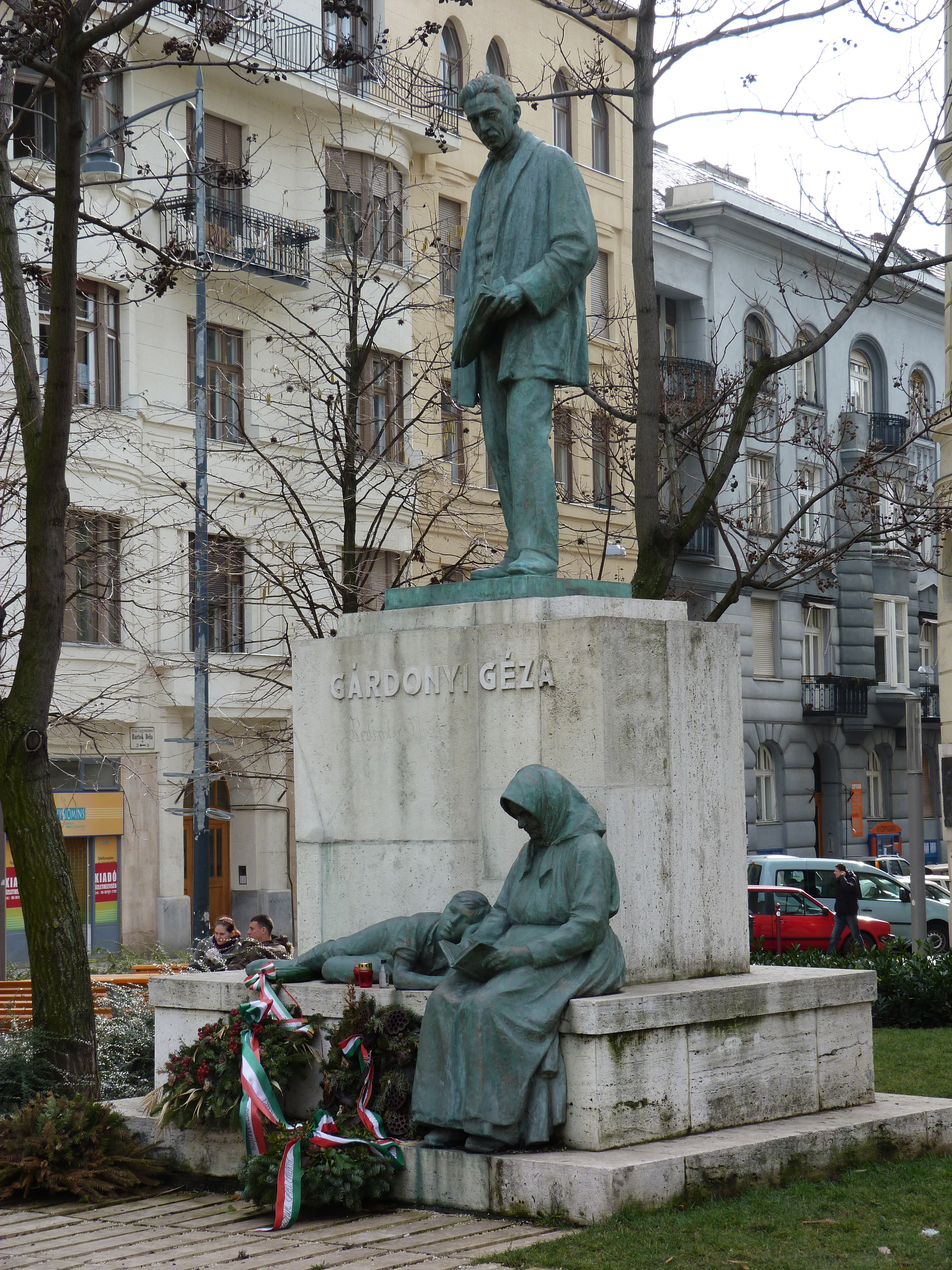
Gárdonyi Géza szobra - Újbuda, Bartók Béla út, Gárdonyi tér

A Bartók Béla út Budapest XI. kerületében található, a Szent Gellért tér és a Vasút utca között húzódik, keresztezi a Móricz Zsigmond körteret és a Kosztolányi Dezső teret is. Buda déli részének egyik legforgalmasabb sugárútja.

## Elődje
1874 és 1920 között, a mai Móricz Zsigmond körtér és Szent Gellért tér közötti szakasznak "Fehérvári út" volt a neve. A mai Móricz Zsigmond körtér és Vasút utca (a kelenföldi pályaudvarnál) közötti szakasznak, "Átlós út" volt a neve, igaz ez utóbbit csak 1890-től  1920-ig hívták így. A Fővárosi Közmunkák Tanácsa 1920-ban a Fehérvári út első szakaszát, a Szent Gellért tértől az Átlós útig, valamint ennek folytatásaként az Átlós utat a Kelenföldi pályaudvarig Horthy Miklós útnak nevezte el.

## A Bartók Béla út története

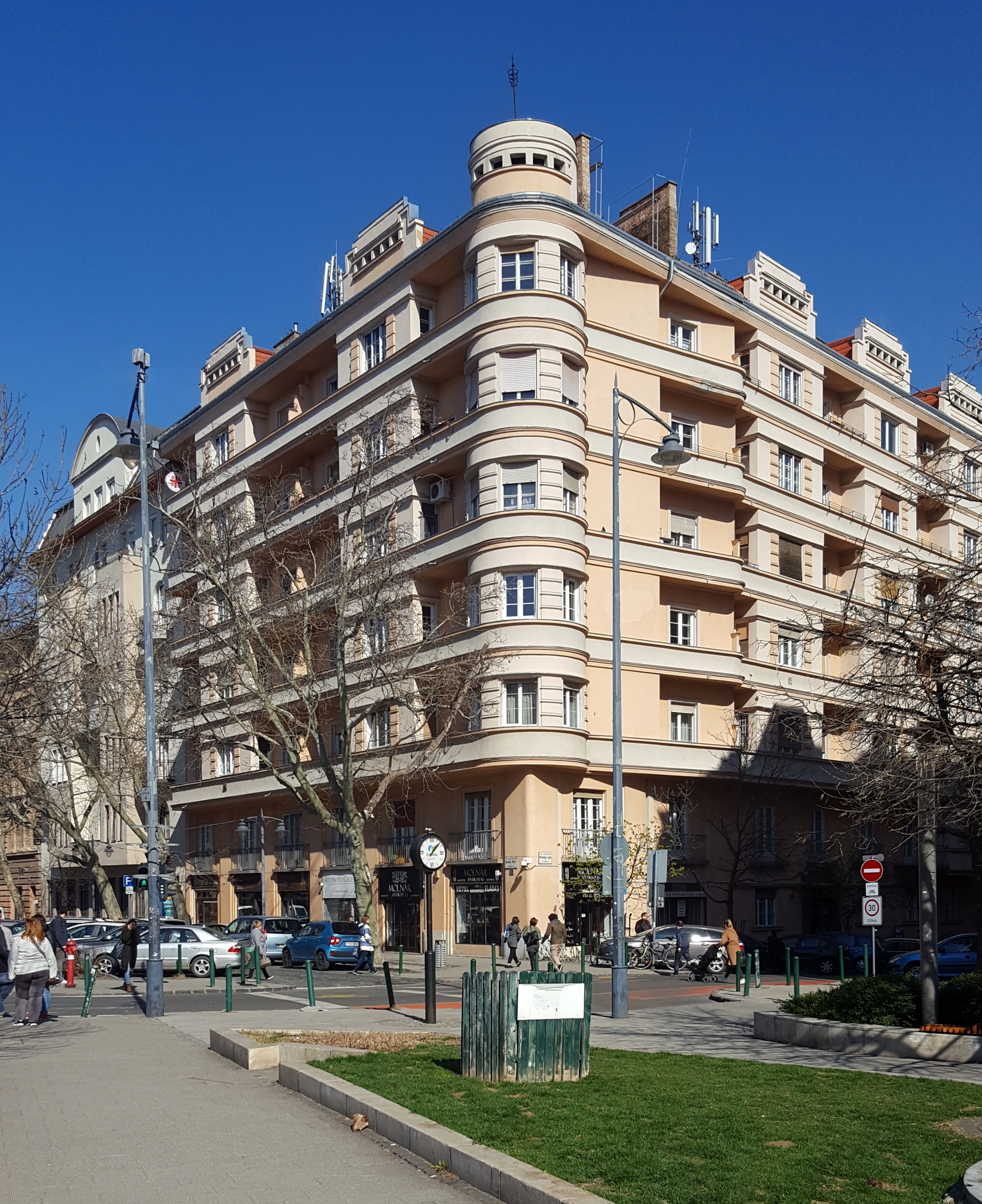
Bartók Béla út 30. (Bertalan Lajos utcánál)

A fontos út beépítése az 1913-as szabályozási terv alapján folyt, így ma 3-5 emeletes lakóházak szegélyezik, és a külső részén néhány ipari üzem is létesült. Az úttesten 2002–2003 között cserélték le az útpálya kockakő burkolatát korszerű, tartósabb aszfaltburkolatra.

### Nevének eredete
Az utat 1945-ben nevezték át a korábbi Horthy Miklós út névről, és kapta a Bartók Béla út nevet. Az elnevezést és a névcserét az illetékesek szimbolikusnak szánhatták, mert a kimagasló művészeti tevékenységű, világhírű zeneszerző a nemzetiszocialista eszmék ellenzője, s ezáltal az első világháború utáni leghíresebb magyar menekültje volt, aki 1940-ben lejegyzett végrendeletében meghagyta, hogy addig nem viselheti Magyarországon közterület vagy nyilvános épület a nevét, ameddig „a budapesti volt Oktogon-tér, és a volt Körönd azoknak az embereknek a nevéről [az európai tengelyhatalmak akkori vezetőiről, Hitlerről és Mussoliniről] van elnevezve, akikéről jelenleg van, továbbá mindaddig, amíg Magyarországon, erről a két emberről elnevezett tér vagy utca van, vagy lesz”.

## Villamos közlekedés
A Bartókon 1898-ban járt először villamos, ez a Kelenföldi pályaudvarral kötötte össze a Móricz Zsigmond körteret. Egy évvel később, 1899-ben megindult a Dél-Budai HÉV a Szent Gellért tértől a Fehérvári úton át, Albertfalva után kétfelé ágazva (Budaörsöt érintve) Törökbálint, valamint Budafokon át Nagytétény felé. 1942-ben a körtéren felépült gombaépületig rövidült.  A ma is közlekedő 19-es és 49-es villamosjárat 1910-ben indult meg. Az út Szent Gellért tér és Móricz Zsigmond körtér közötti szakaszán a két viszonylat a 41-es, a 47-es az 56-os és az 56A jelzésű villamosokkal osztozkodik a 2016-ban felújított villamospályán. A eredetileg bazaltkocka burkolatú úttest, középen a villamos vágányaival a Szent Gellért tér és a Tétényi út között 2002-ben kapott komolyabb, faltól-falig felújítást. Ezt 2005-ben a Kelenföld vasútállomásig tartó szakasz rekonstrukciója követte.
A Csóka utcai megálló után található Kelenföld kocsiszín 1912-óta üzemel.